# Cases dels americans (Begur)
Les Cases dels americans és un conjunt d'edificis del municipi de Begur (Baix Empordà) que forma part de l'Inventari del Patrimoni Arquitectònic de Catalunya. Són cases fetes per la gent que va fer fortuna a Amèrica, en alguns casos a Cuba, al segle xix.

## Descripció
Són cases de planta rectangular a les que s'ha afegit ales en galeria per la influència de terres cubanes, ja que alguns dels propietaris van fer fortuna a Cuba, els anomenats "americans". Aquestes cases solen concentrar les façanes al carrer i al darrere hi deixen els jardins o horts. Aquestes galeries solen estar compostes amb tota mena d'ordres estilístics i sol passar que estan mal orientats (no tots) con si només és cerques l'aparença del benestar a través d'elles. Un cas curiós és el de trobar que la majoria estan pintades a l'interior i amb temes marins tropicals, alguns bucòlics. Les façanes al carrer solen compondre's amb simetries respecte a l'entrada, o bé només les obertures superiors respecten la composició. Solen estar closes amb balustres que protegeixen el teulat o terrasses. Aquestes cases solen esser entre mitgeres i de 2 o 3 plantes.